# Abbraccio

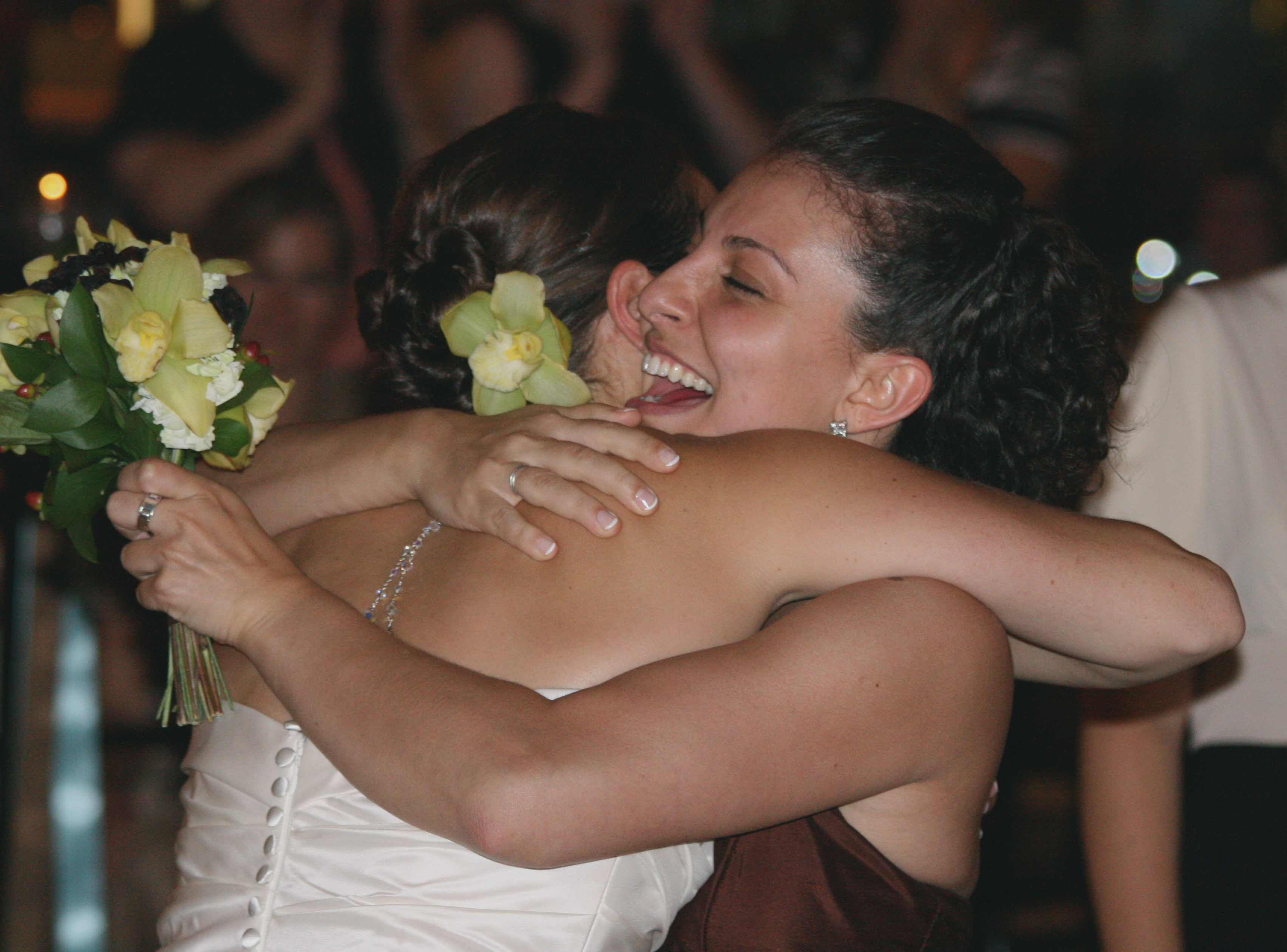
Un abbraccio fra due ragazze

Un abbraccio è una forma di tenerezza, universale nella maggior parte delle comunità umane, in cui due o più persone mettono le braccia intorno al collo, alla schiena o alla vita l'una dell'altra e si tengono strettamente. Se sono coinvolte più di due persone, si parla di un "abbraccio di gruppo". Gli abbracci possono avere qualsiasi durata.
Si tratta di una delle forme di effusione più diffuse fra gli umani, insieme al bacio. Rispetto a quest'ultimo, però, viene di norma considerato un'espressione di generico affetto, tanto è vero che nella maggior parte delle culture e società può essere praticato indifferentemente fra familiari e amici, oltre che fra amanti, senza limitazioni di sesso o di età e tanto in pubblico quanto in privato senza incorrere in alcuna forma di stigmatizzazione o riprovazione sociale.
In generale, un abbraccio può rappresentare un'effusione romantica o una generica forma di affetto verso una persona, ad esempio un modo per manifestare gioia o felicità nell'incontrare o salutare qualcuno. Alternativamente, un abbraccio può essere volto a confortare o rincuorare qualcuno. In definitiva, si tratta di un gesto che esprime affetto in una vasta gamma di gradi.
Il 21 gennaio è la Giornata mondiale dell'abbraccio (Hugging Day).

## Caratteristiche
Un abbraccio, a volte in associazione con un bacio, è una forma di comunicazione non verbale. A seconda della cultura, del contesto e della relazione interpersonale, un abbraccio può indicare familiarità, amore, affetto, amicizia, fratellanza, flirt o simpatia. Un abbraccio può indicare sostegno, conforto e consolazione, in particolare dove le parole sono insufficienti. Un abbraccio di solito dimostra affetto e calore emotivo, a volte derivanti dalla gioia o dalla felicità quando ci si ricongiunge con qualcuno o si vede qualcuno assente dopo tanto tempo. Un abbraccio non reciproco può dimostrare un problema relazionale. Un abbraccio può variare da una breve stretta di un secondo, con le braccia non completamente attorno all'altra persona, a una presa estesa. La durata di un abbraccio in ogni situazione è socialmente e culturalmente determinata. Nel caso degli innamorati, e occasionalmente di altri, anche i fianchi possono essere premuti insieme.

## Benefici alla salute
Esistono evidenze scientifiche secondo le quali gli abbracci avrebbero un effetto benefico a livello fisiologico: alcuni studi avrebbero infatti dimostrato come essere abbracciati aumenti il livello di ossitocina e abbassi contemporaneamente la pressione sanguigna. L'abbraccio può anche tamponare il rilascio dell'ormone dello stress cortisolo se si condivide un abbraccio romantico prima di una situazione stressante. Questo effetto è stato tuttavia osservato solo per le donne e non per gli uomini.

## Abbraccio di gruppo
Un abbraccio di gruppo coinvolge più di due persone che si abbracciano avvolgendo le braccia l'una intorno all'altra per esprimere fisicamente il loro legame reciproco. Un abbraccio di gruppo si è rivelato uno strumento utile nella terapia di gruppo per cementare un senso di coesione tra i partecipanti dopo una sessione, sebbene possa causare disagio ai membri del gruppo che evitano il contatto fisico.

## Coccole
Le coccole sono una forma correlata di intimità fisica in cui due persone si tengono l'una con le braccia dell'altra avvolte attorno al corpo dell'altra per un lungo periodo. Le coccole possono essere con familiari, ma anche con amici o amanti. Una coccola è un abbraccio più affettuoso e intimo, normalmente fatto per un periodo di tempo più lungo (di solito dura da pochi minuti a diverse ore). Contrariamente all'abbraccio, che può essere un saluto non verbale, le coccole sono solitamente condivise tra due persone che sono sdraiate insieme o sedute in modo intimo. Come gli abbracci, le coccole fanno rilasciare al corpo ossitocina, oltre a vari altri effetti. In alcune città degli Stati Uniti, le coccole si sono evolute in un'attività sociale, in cui le persone si riuniscono per coccolarsi.